# Haïm Hirszman
Haïm Hirszman (né en 1913, originaire de Janów Lubelski, et mort en 1946 à Lublin) est, avec Rudolf Reder, l'un des deux seuls survivants et témoins connus du camp d'extermination de Belzec.
Déporté à Belzec en 1942, il est affecté au Sonderkommando. Lors du transfert des membres du Sonderkommando à Sobibor, il s'évade.
Après la Seconde Guerre mondiale, il témoigne devant la Commission centrale d'investigation des crimes allemands en Pologne.
Il est assassiné à Lublin le 20 mars 1946, le lendemain de son premier jour de déposition devant la Commission. Selon l'historien Martin Gilbert, Hirszman a été assassiné parce qu'il était Juif, mais d'après l'historien polonais Henryk Pajak, le motif de l'assassinat est que Hirszman était un « fonctionnaire actif et dangereux » du nouveau régime communiste. Dans le procès-verbal de sa déposition du 19 mars 1946, il est donné comme travaillant à la Sûreté.